# När invid korset jag böjde mig
När invid korset jag böjde mig är en sång från 1877 med text av Elisha Albright Hoffman och musik av John Hart Stockton. John Ongman översatte sången till svenska 1890. Texten har bearbetats 1927 av Carl Gustaf Lundin och 1986 av Kerstin Lundin.

## Publicerad i
- Fridstoner 1926 som nr 100 under rubriken "Frälsnings- och helgelsesånger".
- Segertoner 1930 som nr 118.
- Segertoner 1960 som nr 118.
- Psalmer och Sånger 1987 som nr 595 under rubriken "Att leva av tro - Omvändelse".[2]
- Segertoner 1988 som nr 518 under rubriken "Att leva av tro - Omvändelse".[1]
- Frälsningsarméns sångbok 1990 som nr 584 under rubriken "Erfarenhet och vittnesbörd".
- Sångboken 1998 som nr 91.